# A Kacsamesék megszakítása

Az Ex Symposion folyóirat tematikus számának címoldalán állít jelképes emléket az eseménynek

A Kacsamesék megszakítása egy „vakuemlék”, vagyis egy olyan esemény, aminek pillanatnyi körülményei sok emberben – ez esetben gyermekekben – részletesen és hosszútávon rögzültek, akik 1993. december 12-én kora este Antall József miniszterelnök halálának bejelentésekor épp a Kacsamesék című rajzfilmet nézték.

## Az esemény
A történelmi gyászhírt a Magyar Televízió egyes csatornáján a Walt Disney bemutatja című műsor keretében vetített Kacsamesék című rajzfilmsorozat A gonosz bálna (angolul: A Whale of a Bad Time) című epizódjának (1. évad 37. epizód, a műsor 7. percében) félbeszakítása után jelentette be Boross Péter belügyminiszter. A megszakítást megelőző utolsó jelenetben a dühös Dagobert bácsi az asztalon ugrálva azt kiabálta: „Egy tengeri szörny felfalta a fagylaltomat!” Ezt követően, 18:08-kor a kép elsötétült, de még lehetett hallani Niki, Viki és Tiki hangját: „Fogjuk le!” Majd az MTV logója volt látható, több percen keresztül Chopin Gyászindulója szólt. Az adást a kettes csatornán is megszakították. Mivel az esemény hirtelen történt, ráadásul egy epizód egyik izgalmas pontján, a hirtelen, egyes gyermekek számára érthetetlen váltás értetlenséget, dühöt stb. okozott, ami aztán mélyen elraktározódott bennük és évtizedekkel később is könnyen felidézhető számukra.
A logó után Boross Péter bejelentette Antall József halálhírét, majd hosszú ideig Beethoven-koncertet adtak. Később beszélt Göncz Árpád is. Este hét órakor A Hét első tizenöt percében megemlékeztek Antall Józsefről, utána az eredetileg tervezett programmal ment le a műsor. A Hét című műsor után – a visszaemlékezések többségével ellentétben – egy Olasz Ferenc-filmet adtak le, majd 22 óra után az adást befejezték. Később az akkori MTV-ben belső vita indult, sokan kritizálták azt, hogy a televízió nem volt megfelelően felkészülve az akkor már várható eseményre.
A pontos nézőszám nem ismert, az országos mérések csak egy évvel később kezdődtek. 1993-ban csak két országos csatorna, a Magyar Televízió egyes és kettes műsora működött Magyarországon. Az eseményt az Ex Symposion című folyóirat egy, a rendszerváltással és azon belül is az akkori gyerekekkel foglalkozó tematikus kiadványában, mint „generációs élményt” említik, amely „kohéziós erővel bír a nyolcvanas évek szülöttei számára.”
Arra érdekes módon kevesen emlékeznek, hogy az ominózus napon a Televízió eleve ismételte az egész sorozatot, így A gonosz bálna című epizódot két évvel korábban, 1991. szeptember 22-én már láthatták a magyar nézők.

## Érdekességek
- Pálfy G. István, a Magyar Televízió híradójának akkori főszerkesztője már korábban, a Walt Disney bemutatja előtt be akarta jelenteni Antall József halálát, de várni kellett, amíg Boross Péter a kormányülésről megérkezik a Magyar Televízióba.

- Két évvel korábban, 1991. augusztus 18-án II. János Pál pápa Máriapócson tartott beszédének élő közvetítése miatt hasonlóan megszakították a Walt Disney bemutatja adását. Akkor a Csipet Csapat Újabb kalózkaland (angolul: Chipwrecked Shipmunks) című epizódja lett megszakítva, hasonló módon, mint Antall József halálakor a Kacsamesék. Az epizód felénél az elsötétülés után Takács Mária jelentette be a pápa beszédének a kezdetét. 2000-ben az RTL Klub leadta ezt az epizódot, vágatlanul, megszakítás nélkül.